# Friedenskirche (Lovosice)

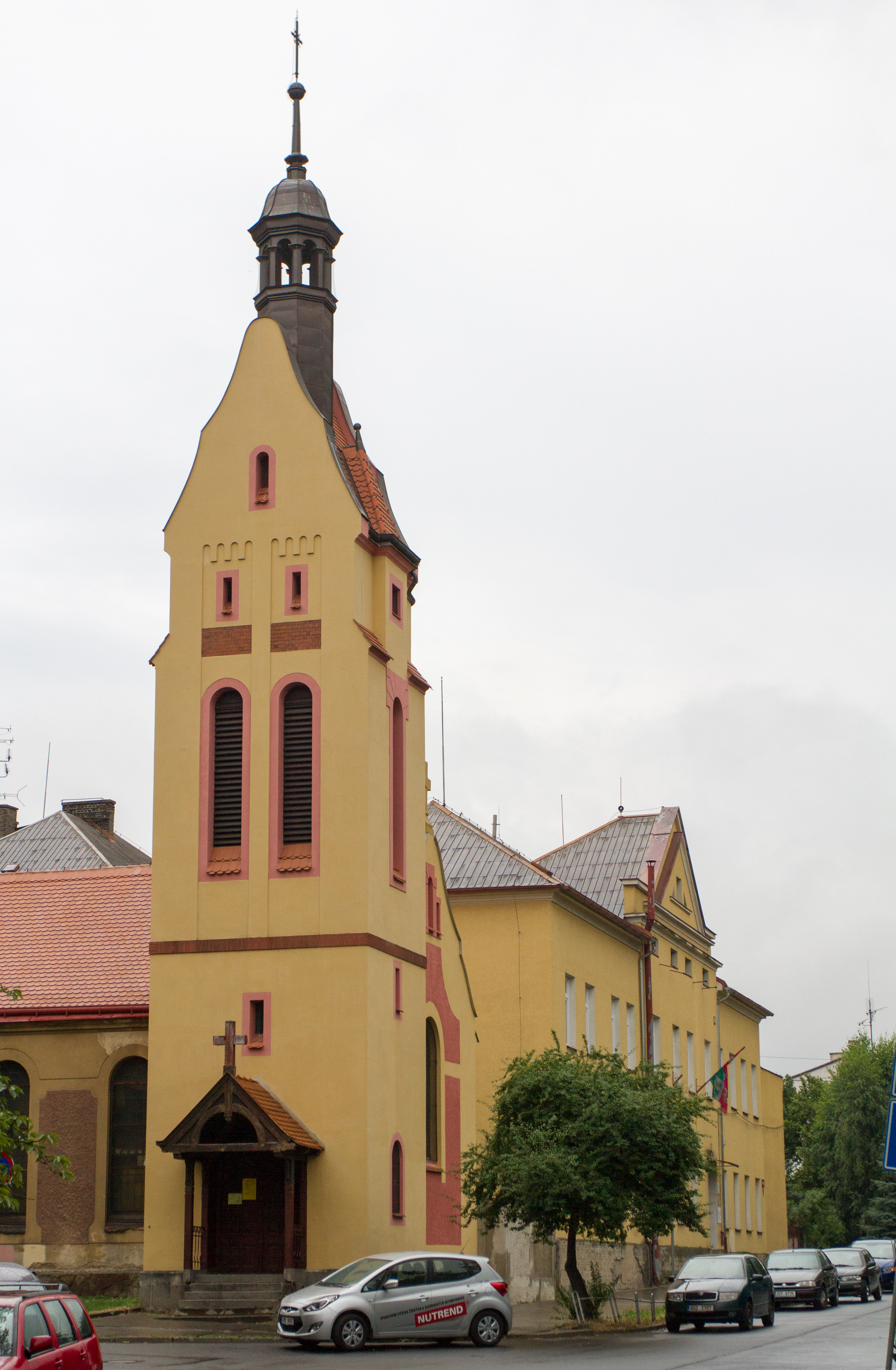
Evangelische Kirche Lobositz

Die Friedenskirche (tschechisch: Mírový kostel) war die evangelisch-lutherische Pfarrkirche von Lovosice (deutsch  Lobositz) in der Aussiger Region in Nordböhmen in Tschechien. Bis 1918 gehörte sie der Evangelischen Superintendentur A. B. Westböhmen, danach der Deutschen Evangelischen Kirche in Böhmen, Mähren und Schlesien an. Seit 1945 dient sie der Tschechoslowakischen Hussitischen Kirche.

## Geschichte
Nach ersten Plänen zur Einrichtung eines einfachen Betsaals in einem Privathaus und der Planung für eine Holzkapelle entschied sich die zahlenmäßig schwache evangelische Gemeinde von Lobositz 1902 für einen selbständigen Kirchenneubau. Mit dem durch den Gustav-Adolf-Verein finanzierten Bau wurde der Leipziger Architekt Paul Lange beauftragt, der zuvor, 1901 bis 1902, die evangelische Kirche im benachbarten Leitmeritz, errichtet hatte, der auch Lobisitz als Filialgemeinde zugeordnet wurde. Der in freien Formen des Späthistorismus mit barocken Anklängen errichtete Kirchenbau stellt einen Saalbau mit seitlich gesetztem, übergiebelten und mit einem Dachreiter versehenen Turmbau dar.
Seit 2012 steht die Kirche unter Denkmalschutz.